# 中融人寿
中融人寿保险股份有限公司是中華人民共和國一家人寿保险公司，隸屬於中天金融，成立於2010年3月18日，最初总部位于上海，後來搬到北京。中融人寿後來由前贵州首富罗玉平实际控制。中融人寿主要依賴銀行銷售產品，而且偿付能力长期低于行业平均水平。2021年，該公司全年净亏损超65亿元，並且净资产变为-33.33亿元，公司陷入資不抵債的境地。